# Abbazia di Thorn

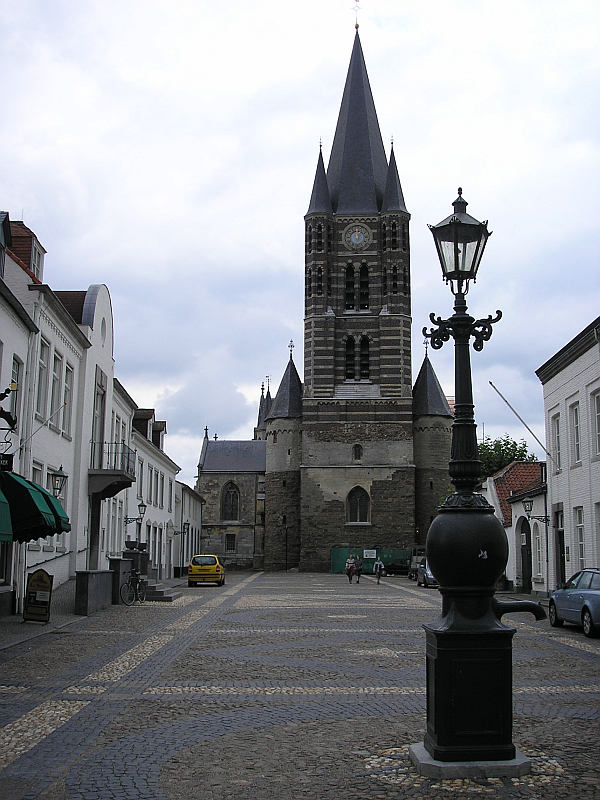
L'Abbazia di Thorn

L'abbazia di Thorn (in tedesco Kloster Thorn) o abbazia imperiale di Thorn (in tedesco Reichstift Thorn) fu un monastero femminile e uno Stato del Sacro Romano Impero con sede a Thorn, negli attuali Paesi Bassi, nel comune di Maasgouw nella provincia di Limburg.

## Storia
La costituzione dell'abbazia di Thorn iniziò nel X secolo: venne fondata dal vescovo Ansfredo di Utrecht attorno al 975 come un monastero benedettino femminile che già dal XII secolo si sviluppò in una abbazia secolare per giovani nobili (Stift).
A capo dell'abbazia venne posta una badessa, che veniva assistita da un capitolo interno che comprendeva le donne nobili del monastero, ottenendo in tal modo piena sovranità sui territori di competenza ecclesiastica dell'abbazia che allora rientrava nei confini del Sacro Romano Impero. Le principesse badesse vi regnarono come vere sovrane, risiedendo nel palazzotto costruito nel limitrovo villaggio con piccola corte e ricchi appartamenti di rappresentanza e servitù. Interpretando liberamente la regola benedettina indossavano abili civili con una semplice croce sul petto ed il diritto di avere a corte anche uomini. Tra i vari privilegi sovrani aveva no quello della posta diplomatica, cioè con il divieto di essere aperta da altre autorità per il suo controllo ed in ordine di precedenza seguiva il quinto posto tra i principati ecclesiastici femminili dopo quelli di Quedlinburg, Essen, Herford, Niedermünster, partecipando così alla decisione del voto dei prelati renani al Reichstag.
Oltre alla stessa città di Thorn, anche i villaggi di Ittervoort, Grathem, Baexem, Stramproy, Ell, Haler e Molenbeersel appartennero a questo stesso principato ecclesiastico. Nei suoi ultimi tempi lo Stato fu tenuto dalle badesse di Essen. Dopo l'invasione francese di queste aree il 1º ottobre del 1795, l'area venne occupata e vi fu una formale abolizione dell'esercizio religioso nel 1797, che però venne riconosciuta solo nel 1803 con la mediatizzazione del Sacro Romano Impero. Fu considerato il più piccolo principato sovrano dell'impero avendo un territorio di appena 5,78 km² e amministrato da un capitolo di 20 canonichesse.
Thorn venne annessa alla Francia e divenne parte del dipartimento della Meuse-Inférieure e, dopo il Congresso di Vienna, passò ai Paesi Bassi.

## Badesse di Thorn
- 982–?: Hilsondis (o Hilswinde?)
- 1010–?: Benedicta
- ?–?: Godchildis
- ?–?: Adelaide
- prima del 1217: Elisabetta
- 1217–?: Jutta
- 1231–1269: Hildegond de Born
- 1273–1292: Guda

## Principesse-badesse di Thorn
- 1292–1304: Guda
- 1310–1337: Margherita di Bautersheim I.
- 1337: Isonde di Wied
- 1337–1378: Margherita II di Heinsberg
- 1389–1397: Margherita III di Horne Perwez
- 1404–1446: Mechtilde di Horne
- 1446-1454: Giacoma di Loon-Heinsberg[2][3]
- 1454–1473: Elsa di Buren
- 1473–1486: Gertrude di Sombreffe
- 1486–1531: Eva di Isenburg

Sovranità disputata
- 1531–1577: Margherita IV di Brederode
- 1577–1579: Josina I di Manderscheid
- 1579–1604: Josina II de La Mark
- 1604–1631: Anna de La Mark
- 1631–1632: Josina Valpurga di Löwenstein-Rochefort
- 1632–1646: Anna Eleonora di Staufen (anche badessa di Essen)
- 1646–1647: Anna Catherina di Salm-Reifferscheid
- 1647–1690: Anna Salome di Manderscheid-Blankenheim (dal 1690 al 1691 anche badessa di Essen)
- 1690–1706: Eleanor von Löwenstein-Rochefort
- 1706–1717: Anna Juliana von Manderscheid-Blankenstein
- 1717–1776: Francesca Cristina del Palatinato-Sulzbach (anche badessa di Essen)
- 1776-1795: Maria Cunegonda di Sassonia (anche badessa di Essen)